# Alex Sanders (ator pornô)
Alex Sanders (Michigan, 7 de março de 1966) é um veterano ator pornográfico norte-americano, que fez performer em mais de mil e quinhentas cenas. Sanders, que ainda está ativo, começou sua carreira como ator pornô em 1991. Também dirigiu mais de 100 filmes adultos.
Sanders era casado com a também veterana atriz pornô Phyllisha Anne, em 2003.

## Prêmios
- 1994 XRCO Award - vencedor – Woodsman of the Year[4]
- 1995 AVN Award - vencedor –  Best Group Sex Scene, Vídeo (Pussyman 5 - Snatch Productions) com Tony Martino, Gerry Pike, Leena & Lacy Rose[5]
- 1996 AVN Award - vencedor – Best Supporting Actor, Vídeo (Dear Diary - Wicked Pictures)[6]
- 1996 XRCO Award - vencedor – Best Group Sex Scene (American Tushy) com Missy, Taren Steele & Hakan[4]
- 1997 AVN Award - vencedor – Best Group Sex Scene, Vídeo (Buttman's Bend Over Babes 4 - Ultimate Video/Seymore Butts' Home Movies) com Hakan, Taren Steele & Missy[7]
- 1999 AVN Award - vencedor - Best Editing, Vídeo (Bodyslammin' ) e Breakthrough Award[8]
- 2003 AVN Hall of Fame - introduzido[9]
- 2009 AVN Award - vencedor – Best Group Sex Scene (Icon) com Hillary Scott, Heidi Mayne, Mark Davis, Alec Knight & Cheyne Collins[10]